# Galata
För andra betydelser, se Galata (olika betydelser).

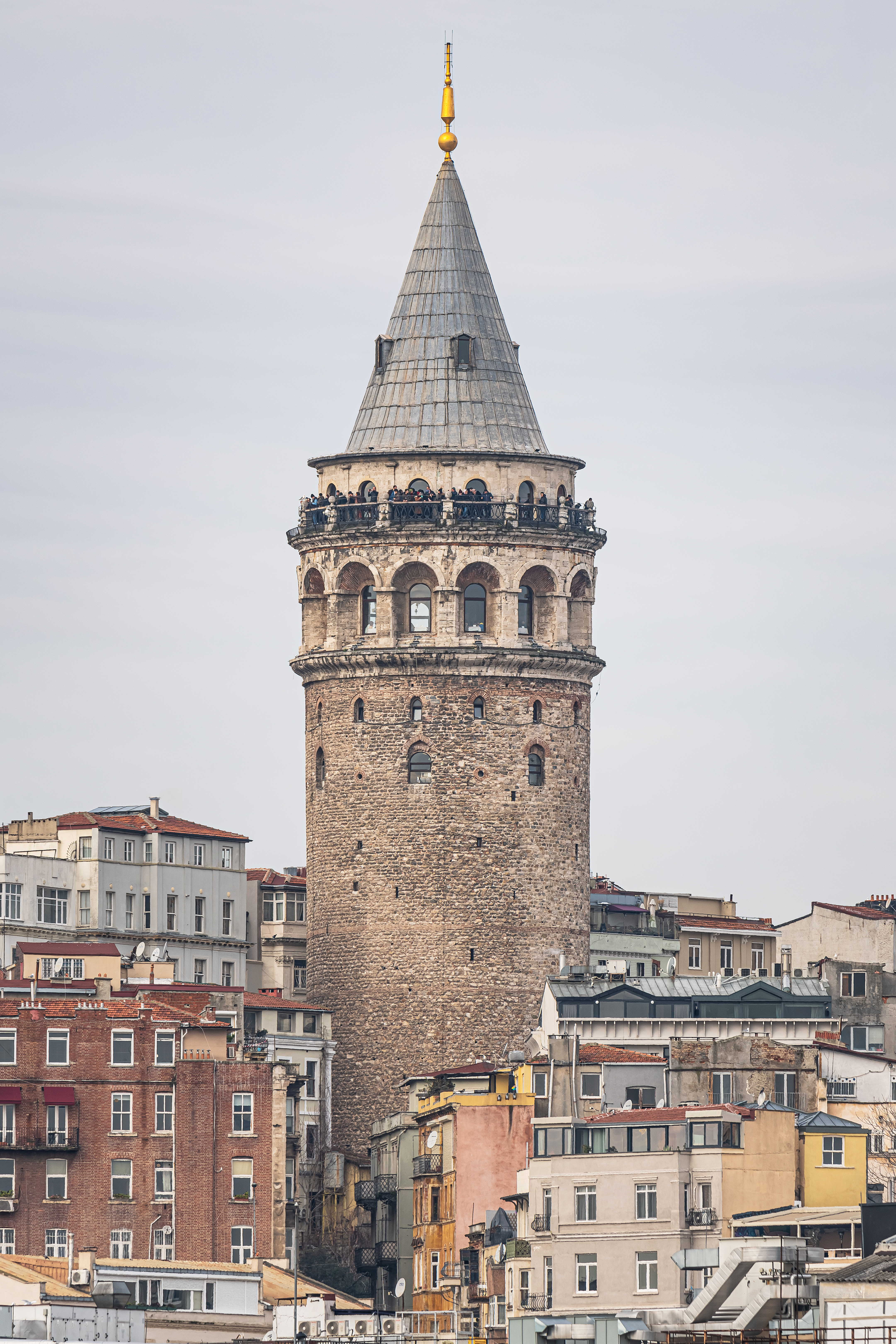
Galatatornet

Galata (äldre även Pera) var en stadsdel i centrala Istanbul, belägen mellan Gyllene hornet och Bosporen, i distriktet Beyoğlu. Stadsdelen var mellan 1273 och 1453 en genuesisk koloni. Galatatornet uppfördes 1348. Numera heter stadsdelen Karaköy